# Gnamptogyia
Gnamptogyia é um gênero de traça pertencente à família Arctiidae.